# Jason Johnson (football)
Pour les articles homonymes, voir Jason Johnson.
Jason Johnson est un footballeur international jamaïcain né le 9 octobre 1990 à Happy News. Il joue au poste d'attaquant.

## Biographie
Alors qu'il joue en amateur dans le circuit universitaire américain, Johnson dispute son premier match en sélection nationale le 10 février 2010 à l'occasion d'une défaite 2-1 en Argentine.
Après trois saisons très réussies en NCAA, il décide d'anticiper son passage en pro et signe un contrat Génération Adidas. Il est repêché à la treizième position de la MLS SuperDraft 2013 par le Dynamo de Houston.
Le 13 avril 2015, il est échangé au Fire de Chicago contre Alex Monteiro de Lima.

## Palmarès
Avec le Rising de Phoenix, il remporte le USL Championship en 2018.